# Parakeets
Parakeets ist ein Indie-Pop-Duo aus Düsseldorf, bestehend aus den Geschwistern Julius und Merle Eckardt. Die Band verbindet akustischen Indie mit Einflüssen aus Jazz, Folk, Funk und Bossa Nova. Bekannt ist sie für handgemachte Produktionen, ehrliches Storytelling und den Einsatz von Live-Looping. Seit ihrer Gründung im Jahr 2016 trat die Band in wechselnden Formationen auf, bevor sie ab 2024 als festes Duo aktiv wurde.

## Geschichte
Die Band entstand 2016 auf Initiative von Julius Eckardt, der bereits seit 2014 gemeinsam mit wechselnden Mitmusikern unter verschiedenen Bandnamen – darunter The Tapes, Branding und Polaroyd – musikalisch aktiv war. Erste Aufmerksamkeit erzielten Parakeets mit der von Maximilian Stamm produzierten Dirty Jane EP (2016), aufgenommen in Kiesgroups Wildwood Studios in Düsseldorf.
Im Sommer 2018 wurde Julius’ Schwester Merle Eckardt als festes Bandmitglied aufgenommen, nachdem sie beim Newcomerfestival im zakk Düsseldorf als Gastmusikerin am Saxofon aufgetreten war. Mit der Veröffentlichung der Single Red Lips (2018) gelang Parakeets ein regionaler Durchbruch. Der Song erhielt Airplay bei WDR 2, Radio Duisburg und Antenne Düsseldorf und wurde später Teil der Compilation Edition Rheinschiene des Projekts New Heimat Sounds. Im selben Jahr gewann die Band den City Beats Contest in Düsseldorf, gefördert vom Kulturamt der Stadt.
2021 wurden Parakeets für den popNRW-Preis in der Kategorie „Newcomer“ nominiert. In dieser Phase kam es zu personellen Veränderungen innerhalb der Band. Der Musiker und Produzent Juliusz Konieczny übernahm die Rolle am Schlagzeug und prägte als Co-Produzent gemeinsam mit Julius Eckardt die nachfolgenden Singles ''Inner Voices'', ''Calm Down'' und ''Are You Busy?''.
Ein Einschnitt erfolgte Ende 2023, als die Band eine unbefristete Pause der ursprünglichen fünfköpfigen Besetzung bekanntgab. Grund waren berufliche und private Verpflichtungen der Mitglieder, die gemeinsames Arbeiten erschwerten. Die Entscheidung wurde in einem offiziellen Statement auf Social Media veröffentlicht. Bereits zuvor hatten Julius und Merle Eckardt als Duo live gespielt, u. a. beim Charity Game der European League of Football in der Schauinsland-Reisen Arena Duisburg. Merle trat dort am Folgetag auch als Solo-Saxophonistin mit der deutschen Nationalhymne auf.
Die positive Resonanz auf diese Auftritte veranlasste das Duo, das Projekt Parakeets ab 2024 in reiner Duo-Besetzung weiterzuführen. Eine Namensänderung wurde zunächst in Betracht gezogen, aber zugunsten der bestehenden Reichweite verworfen.
2024 tourten Parakeets mit ihrer ersten offiziellen Duo-Tour, der Hosomaki Tour, durch NRW und Hamburg (26 Konzerte). Die begleitende Single Hosomaki Lunch Break wurde zur zweit-erfolgreichsten Veröffentlichung der Band (nach Red Lips). 2025 folgte die Better Now Than Tomorrow Tour. Das Debütalbum ist in Arbeit und wird mit Unterstützung des Ministeriums für Kultur und Wissenschaft NRW und Create Music NRW produziert.

### Stil
Parakeets kombinieren akustischen Indie-Pop mit Elementen aus Jazz, Folk und britischem Alternative Rock. Inspiriert ist der Sound u. a. von Bands wie The Kooks, The Beatles, Kings of Convenience und Angus & Julia Stone. Charakteristisch ist der Einsatz von Live-Looping: Julius Eckardt schichtet Gitarre, Bass, Percussion und Gesang live auf der Bühne, während Merle Eckardt Gesang, Saxofon und Percussion beisteuert.
Neben dem Bandprojekt ist Julius Eckardt auch unter dem Namen Le Fichu als Singer-Songwriter aktiv, Merle Eckardt tritt gelegentlich als Solo-Saxophonistin auf.

### Diskografie (Auswahl)

#### EPs
- Dirty Jane (2016, remastered 2024)
- Hosomaki Live Break (2024)

#### Singles
- Red Lips (2018)
- London Town (2021)
- Inner Voices (2021)
- Are You Busy? / Get You Really Down (2022)
- Calm Down (2022)
- Calm Down – Acoustic Version (2022)
- Hosomaki Lunch Break (2024)

#### Kompilationen
- Edition Rheinschiene 2019 (New Heimat Sounds)*

#### Anstehend
- Debütalbum (2025/2026)

### Auftritte & Festivals (Auswahl)
- Reading Fringe Festival (UK)[22]
- Sparda's Junge Nacht, Museum Kunstpalast Düsseldorf[23]
- zakk Düsseldorf (Support für Oscar Haag)[24]
- The Tube Düsseldorf (Support für Who's Amy)[25]
- D.LIVE Autokino Düsseldorf[26]
- Junge Bühne Kalifornien, Schönberg/Ostsee[27]
- European League of Football Charity Game, Schauinsland-Reisen Arena[28]
- Landschaftspark Duisburg-Nord, Stadtwerke Sommerkino[29]
- Weiße Flotte Mülheim[30]
- Ruby Hotels, Köln (Grand Opening)[31]

### Medienresonanz
- WDR 5 – Musikbonus: Soundtrack des Monats[32] (2025)
- WDR Cosmo – Beitrag zur „Jungen Bühne Kalifornien“ (2020)[33]
- Radio Bochum – Ruhrcharts (mehrfach zwischen 2021 und 2022)[34][35]
- WDR 2 – POP-Band Voting (2019)[36]
- Antenne Düsseldorf – Wunsch-Wochenende (2019)[37]
- Nightshade Magazin – Interview (2024)[38]
- HNA – Konzertbericht (2020)[39]

### Auszeichnungen & Förderungen
- 2018: Gewinner City Beats Newcomercontest Düsseldorf
- 2019: Aufnahme in Edition Rheinschiene (New Heimat Sounds)[40]
- 2021: Nominierung für den popNRW-Preis[41]
- 2025: Förderung durch das Ministerium für Kultur und Wissenschaft NRW und Create Music NRW[42]

## Hintergrund
Julius Eckardt, Niklas Grothe, Gregor Schindler und Julius’ Schwester Merle Eckardt besuchten alle das Theodor-Fliedner-Gymnasium in Düsseldorf-Kaiserswerth. Dort waren sie über mehrere Jahre hinweg Mitglieder der schuleigenen Big Band, was ihre musikalische Zusammenarbeit früh förderte und den Grundstein für die spätere Entstehung von Parakeets legte.